# SC 라인도르프 알타흐
SC 라인도르프 알타흐(SC Rheindorf Altach)는 1929년 12월 26일에 창단된 오스트리아 포어아를베르크주 알타흐의 축구 클럽이다. 현재 공식적으로는 후원사의 명칭을 붙여서 캐시포인트 SCR 알타흐(CASHPOINT SCR Altach)라고 부르고 있다.

## 선수 명단

### 현역
참고: FIFA 자격 규정에 따라 소속된 국가대표팀 국기를 표시합니다. 선수는 복수의 FIFA 비회원국 국적을 가지고 있을 수 있습니다.
| 번호 | 포지션 | 국적         | 이름              |
| ---- | ------ | ------------ | ----------------- |
| 1    | GK     | 북마케도니아 | 데얀 스토야노비치 |
| 2    | DF     | 카메룬       | 스티브 누드       |
| 9    | FW     |              | 플로리안 디에츠   |

| 번호 | 포지션 | 국적 | 이름 |
| ---- | ------ | ---- | ---- |

## 역대 감독
| 감독              | 임기        |
| ----------------- | ----------- |
| 미로슬라프 클로제 | 2022 ~ 2023 |